# Conrad von Wangenheim
Pour les articles homonymes, voir Wangenheim.

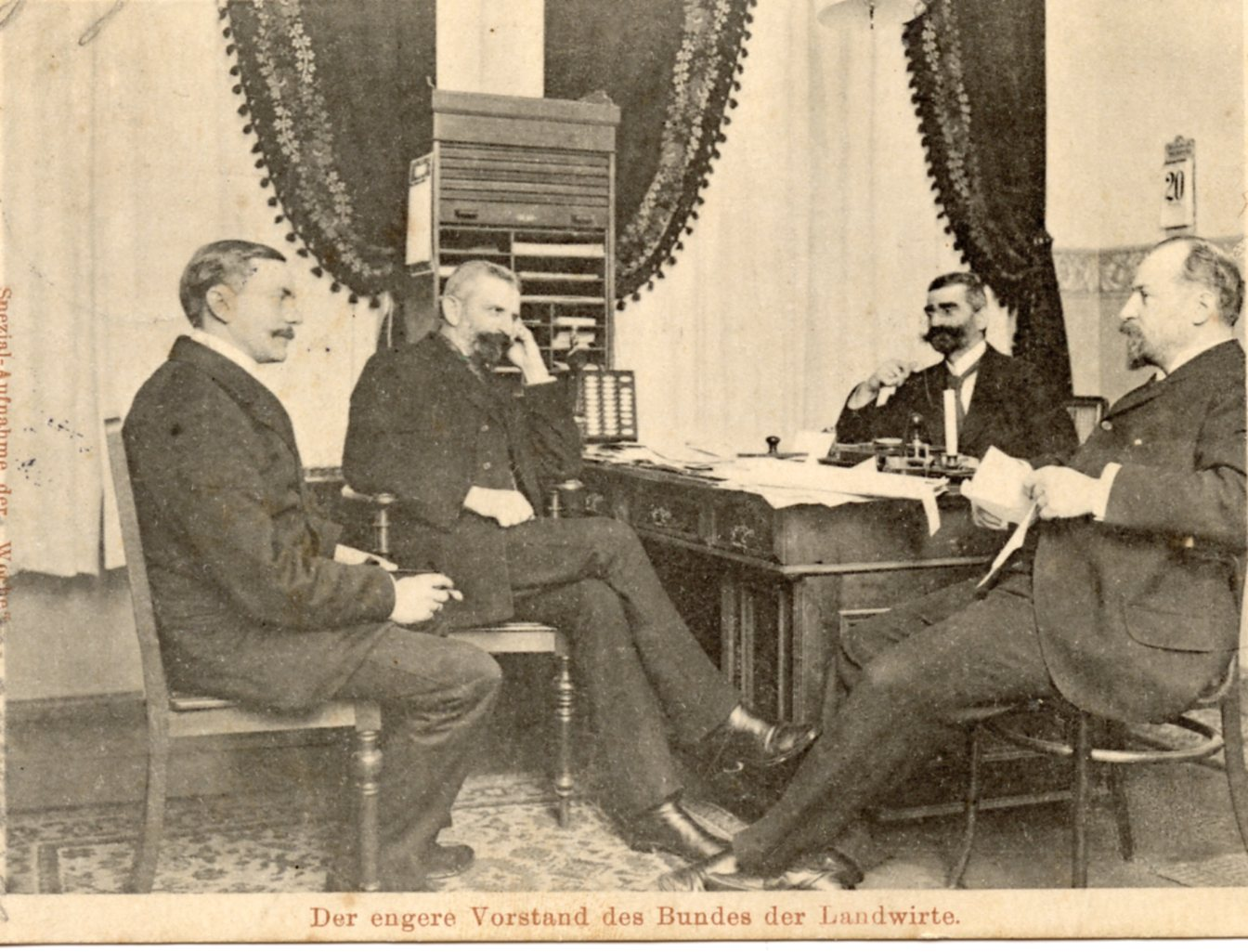
Le comité exécutif de la Fédération des agriculteurs vers 1900, Diederich Hahn à gauche, Conrad von Wangenheim au milieu, à droite Gustav Roesicke

Ulrich Conrad baron von Wangenheim (né le 17 septembre 1849 à Neu Lobitz, arrondissement de Dramburg et mort le 10 juin 1926 à Klein Spiegel, arrondissement de Saatzig) est un homme politique agricole allemand et député du Reichstag de la famille von Wangenheim (de).

## Biographie
Conrad von Wangenheim étudie au lycée de Joachimsthal  Il étudie le droit à l'Université rhénane Frédéric-Guillaume de Bonn et devient actif dans le Corps Hansea Bonn en 1869. En 1870/71, il participe à la guerre franco-prussienne. Il gère ensuite son domaine de Klein Spiegel dans l'arrondissement de Saatzig, où il se fait un nom dans le développement de la culture des landes. En février 1893, il est l'un des cofondateurs de la Fédération des agriculteurs (BdL), un groupement d'intérêt agricole dans lequel non seulement les propriétaires terriens mais aussi la communauté agricole sont fortement représentés. Le président de la BdL, Berthold von Ploetz (de), et Gustav Roesicke (de) (tous deux propriétaires terriens à l'est de l'Elbe) contribuent de manière significative à faire de la BdL un groupe d'intérêt influent. À la mort de Ploetz en juillet 1898, von Wangenheim devient président de la BdL et le reste jusqu'en 1920. En 1913, il devient président de la Chambre d'agriculture de Poméranie à Stettin. Il est membre du Conseil agricole allemand (de). En 1921, il introduit la fédération dans la Fédération rurale du Reich, qui a été créé par l'union des associations d'agriculteurs de droite.
Il est élu au Reichstag pour le Parti conservateur allemand lors des élections du Reichstag de 1898 et le restz pendant une législature. À l'automne 1898, il est également élu membre de la Chambre des représentants de Prusse. En 1921, il est élu président du parlement provincial de Poméranie (de). En 1917, il rejoint le Parti pangermaniste et de la patrie allemande, fondé par le grand amiral Tirpitz et d'autres hommes politiques conservateurs, et travaille avec Wolfgang Kapp et Heinrich Class pour construire leur appareil politique. Le parti, mouvement extraparlementaire ayant la prétention d'intégrer tous les partis et associations de droite, est un rassemblement d'opposants à une paix négociée et, face à la majorité du Reichstag, mène le combat contre la résolution de paix. À son apogée, à l'été 1918, le parti compte plus de 1 250 000 membres. Dans le gouvernement du Reich, que Wolfgang Kapp, le général Walther von Lüttwitz et leurs co-conspirateurs veulent nommer lors du putsch de Kapp en mars 1920, Conrad von Wangenheim est nommé ministre de l'Agriculture.

## Honneurs
Liste incomplète
- Wangenheimstraße à Berlin-Grünewald (1891)
- Ordre de l'Aigle rouge de 4e classe[5]
- Ordre royal de la Couronne de Prusse de 3e classe
- Croix de fer sur ruban blanc
- Croix d'honneur de l'Ordre du Griffon
- Croix du mérite militaire de Mecklembourg de 2e classe
- Chevalier de 1re classe de l'ordre du Mérite du duc Pierre-Frédéric-Louis

## Travaux
- Innere Kolonisation. In: Philipp Zorn, Herbert von Berger (Schriftleitung): Deutschland unter Kaiser Wilhelm II. Hrsg. von Siegfried Körte, Friedrich Wilhelm von Loebell u. a. 3 Bände. R. Hobbing, Berlin 1914.
- Bund der Landwirte. In: Handbuch der Politik, Berlin und Leipzig 1914